# 1,4-Dichlor-2-nitrobenzol
1,4-Dichlor-2-nitrobenzol ist eine chemische Verbindung aus der Gruppe der aromatischen Nitroverbindungen.

## Gewinnung und Darstellung
1,4-Dichlor-2-nitrobenzol kann durch Nitrierung von 1,4-Dichlorbenzol gewonnen werden.

## Eigenschaften
1,4-Dichlor-2-nitrobenzol ist ein kristalliner, gelber, schwer entzündbarer, brennbarer Feststoff mit schwach aromatischem Geruch, der praktisch unlöslich in Wasser ist. Er zersetzt sich bei Erhitzung, wobei Chlorwasserstoff, Stickstoffoxide, Kohlenmonoxid und Kohlendioxid entstehen.

## Verwendung
1,4-Dichlor-2-nitrobenzol wird zur Herstellung von Arzneistoffen, Pestiziden, Farbstoffen und bei der Synthese von Lysophosphatidsäure-Acyltransferase-β-Hemmern verwendet. Durch Reaktion mit einer Natriumhydroxidlösung bei 145 °C kann 4-Chlor-2-nitrophenol gewonnen werden.